# Fausto Veranzio
Fausto Veranzio (in croato: Faust Vrančić, in ungherese: Faustus Verancsics; Sebenico, 1º gennaio 1551 – Venezia, 17 gennaio 1617) è stato un letterato, filosofo e storico dalmata, della Repubblica di Venezia. Vescovo cattolico, si è segnalato anche come lessicografo ed inventore.

## Biografia

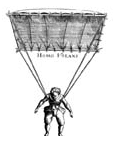
Particolare dell'"Homo volans", progetto di paracadute

Nato da una famiglia di letterati, fin da giovane Veranzio si interessò alle scienze. Frequentò le scuole a Padova e Venezia studiando matematica, ingegneria e meccanica. Seguì lo zio Antonio Veranzio, scrittore e diplomatico, in viaggi attraverso l'Europa. Nominato cancelliere per l'Ungheria e la Transilvania, Veranzio si trasferì presso la corte dell'imperatore Rodolfo II, sulla collina di Hradčany a Praga, dove entrò in contatto con Giovanni Keplero e Tycho Brahe in un ambiente straordinariamente interessato alle novità scientifiche. Dopo la prematura morte della moglie divenne sacerdote, nel 1598 fu eletto vescovo di Csanád, ricevendo la conferma papale il 20 dicembre 1600. Fu successivamente consacrato. Si trasferì in Ungheria, ma nel 1608 si dimise dall'incarico vescovile e dal 1609 visse a Venezia, presso la confraternita di San Paolo, dove si impegnò nello studio delle scienze. Morì nel 1617 a Venezia, e fu seppellito sull'isola di Provicchio, di fronte a Sebenico, per sua espressa volontà.

## Machinae Novae: le invenzioni

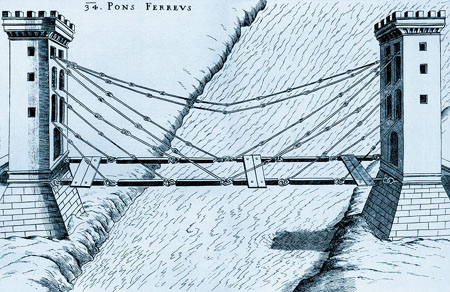
"Pons ferreus", progetto di ponte strallato con catene ed impalcato ligneo

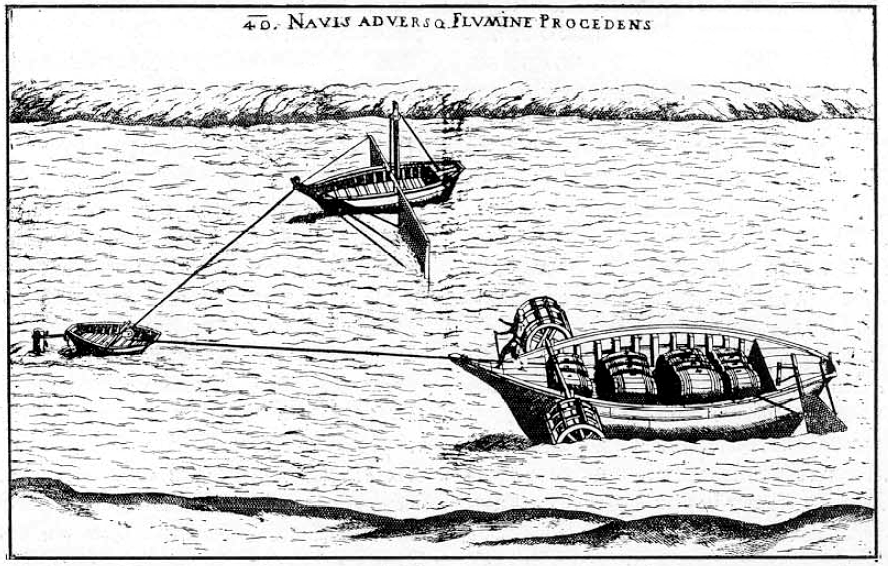
Illustrazione n. 40

Veranzio divenne famoso con la diffusione delle varie invenzioni che presenta nella sua opera più conosciuta. Machinae Novae comprende 49 innovazioni tecnologiche ottimamente illustrate ed accompagnate da una descrizione in cinque lingue (italiano, latino, tedesco, spagnolo, francese). Non tutte le invenzioni possono dirsi create ex novo da Veranzio che anzi utilizza nell'opera le conoscenze accumulate durante i soggiorni in vari paesi dell'Europa centro-orientale e nello studio degli studiosi rinascimentali.
L'opera comprende teleferiche, sistemi di navigazione, sospensioni a balestra, mulini, sistemi di dragaggio, mole, orologi ecc. Tuttavia le applicazioni tecnologiche più conosciute tra quelle descritte da Veranzio, sono: 
il paracadute;
il ponte sospeso;
il ponte strallato.

## Opere

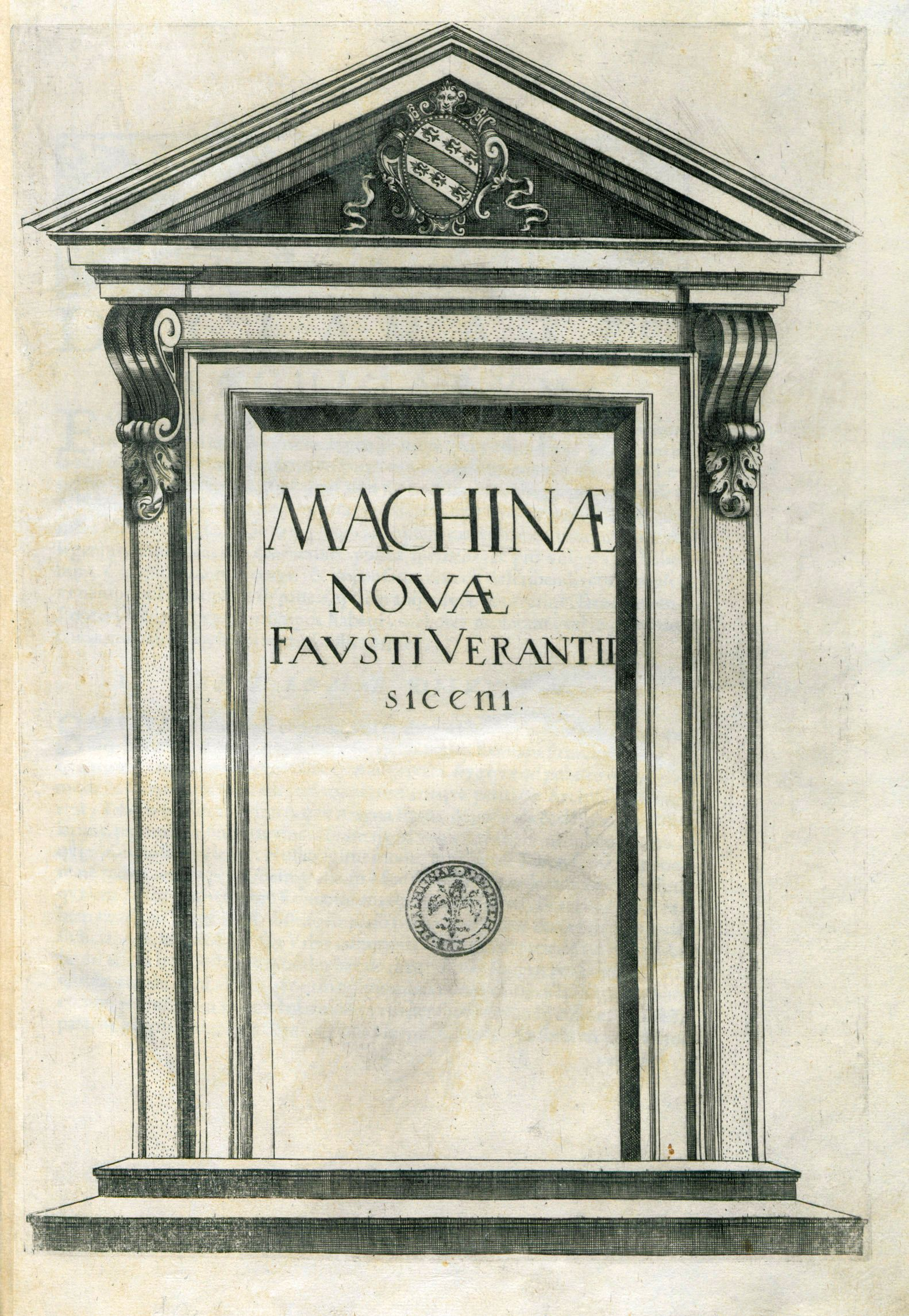
Machinae novae, 1615

- Fausti Verantii, Dictionarium Quinque Nobilissimarum Europae linguarum, Latinae, Italicae, Germanicae, Dalmaticae et Ungaricae, Venetiis, 1595. Si tratta di un dizionario comparativo di circa 6000 voci latine tradotte nelle corrispondenti in lingua italiana, tedesca, croata e ungherese, cioè le lingue che Veranzio aveva avuto modo di apprendere nella sua vita
- (LA) Machinae novae, Venezia, 1615.
- Fausti Verantii, Machinae Novae, Venetiis, 1616.
- Fausti Verantii, Logica Nova, Venetiis, 1616.